# Queens Moat Houses
Queens Moat Houses plc — британское открытое акционерное общество, работающее в сфере гостиничного бизнеса.
Компания стала известной после приостановки выпуска акций 31 марта 1993 года, которая явилась следствием значительных финансовых трудностей, ускоривших банкротство компании. Впоследствии компания подверглась проверке в соответствии с Разделом 432(2) Закона «О компаниях», 1985 г. В августе 2005 года компания «Queens Moat Houses» была приобретена коммерческим банком «Голдман Сакс». Они продали 9 гостиниц, оставшиеся 20 гостиниц изменили наименования на «Holiday Inn», «Crown Plaza», «Best Western».